# Petauroides volans
Petauroides volans é uma espécie de marsupial da família Pseudocheiridae. É a única espécie descrita para o gênero Petauroides. Endêmica da Austrália.